# Nuoto ai III Giochi olimpici giovanili estivi
Le competizioni di nuoto ai Giochi olimpici giovanili estivi del 2018 si sono tenute dal 7 al 12 ottobre 2018.

## Podi

### Ragazzi
| Evento               | Oro                                                                         | Perform. | Argento                                                                                                 | Perform. | Bronzo                                                                  | Perform.      |
| Stile libero         |                                                                             |          | |          |                                                                         |               |
| 50 m                 | Thomas Ceccon                                                               | 22"33    | Daniil Markov                                                                                           | 22"37    | Abdelrahman Sameh                                                       | 22"43         |
| 100 m                | Andrei Minakov                                                              | 49"23    | Jakub Kraska                                                                                            | 49"26    | Robin Hanson                                                            | 49"52         |
| 200 m                | Kristóf Milák                                                               | 1'47"73  | Robin Hanson                                                                                            | 1'48"14  | Denis Loktev                                                            | 1'48"53       |
| 400 m                | Kristóf Milák                                                               | 3'48"08  | Marco De Tullio                                                                                         | 3'48"55  | Keisuke Yoshida                                                         | 3'48"68       |
| 800 m                | Nguyễn Huy Hoàng                                                            | 7'50"20  | Keisuke Yoshida                                                                                         | 7'53"85  | Marco De Tullio                                                         | 7'55"81       |
| Dorso                |                                                                             |          | |          |                                                                         |               |
| 50 m                 | Kliment Kolesnikov                                                          | 24"40    | Thomas Ceccon                                                                                           | 25"27    | Tomoe Hvas                                                              | 25"28         |
| 100 m                | Kliment Kolesnikov                                                          | 53"26    | Daniel Martin                                                                                           | 53"59    | Thomas Ceccon                                                           | 53"65         |
| 200 m                | Kliment Kolesnikov                                                          | 1'56"14  | Daniel Martin                                                                                           | 1'58"20  | Manuel Martos Bacarizo                                                  | 1'59"37       |
| Rana                 |                                                                             |          | |          |                                                                         |               |
| 50 m                 | Michael Houlie                                                              | 27"51    | Sun Jiajun                                                                                              | 27"85    | Alexander Milanovich                                                    | 27"87         |
| 100 m                | Sun Jiajun                                                                  | 1'00"59  | Denis Petrašov                                                                                          | 1'01"34  | Taku Taniguchi                                                          | 1'01"40       |
| 200 m                | Yū Hanaguruma                                                               | 2'11"63  | Savvas Thomoglou                                                                                        | 2'13"62  | Jan Kalusowski                                                          | 2'13"72       |
| Farfalla             |                                                                             |          | |          |                                                                         |               |
| 50 m                 | Andrei Minakov                                                              | 23"62    | Tomoe Hvas Daniil Markov                                                                                | 23"63    | non assegnato                                                           | non assegnato |
| 100 m                | Andrei Minakov                                                              | 51"12    | Kristóf Milák                                                                                           | 51"50    | Federico Burdisso                                                       | 52"42         |
| 200 m                | Kristóf Milák                                                               | 1'54"89  | Denys Kesil                                                                                             | 1'55"89  | Federico Burdisso                                                       | 1'57"16       |
| Misti                |                                                                             |          | |          |                                                                         |               |
| 200 m                | Tomoe Hvas                                                                  | 1'59"58  | Thomas Ceccon                                                                                           | 2'01"29  | Finlay Knox                                                             | 2'01"91       |
| Staffette            |                                                                             |          | |          |                                                                         |               |
| 4x100 m stile libero | Russia Kliment Kolesnikov Danil Markov Vladislav Gerasimenko Andrei Minakov | 3'18"11  | Brasile Murilo Setin Sartori Lucas Martins Costa Peixoto Andre Calvelo de Souza Vitor Pinheiro de Souza | 3'20"99  | Italia Federico Burdisso Thomas Ceccon Marco De Tullio Johannes Calloni | 3'22"01       |
| 4x100 m misti        | Russia Kliment Kolesnikov Vladislav Gerasimenko Andrei Minakov Danil Markov | 3'35"17  | Cina Wang Guanbin Sun Jiajun Shen Jiahao Hong Jinquan                                                   | 3'38"65  | Polonia Jakub Kraska Jan Kalusowski Jakub Majerski Bartlomiej Koziejko  | 3'41"51       |

### Ragazze
| Evento               | Oro                                                                            | Perform. | Argento                                                                                                 | Perform. | Bronzo                                                                         | Perform. |
| Stile libero         |                                                                                |          | |          |                                                                                |          |
| 50 m                 | Barbora Seemanova                                                              | 25"14    | Mayuka Yamamoto                                                                                         | 25"39    | Yang Junxuan Neza Klancar                                                      | 25"47    |
| 100 m                | Barbora Seemanova                                                              | 54"19    | Yang Junxuan                                                                                            | 54"43    | Neza Klancar                                                                   | 54"55    |
| 200 m                | Ajna Késely                                                                    | 1'57"88  | Yang Junxuan                                                                                            | 1'58"05  | Barbora Seemanova                                                              | 1'58"25  |
| 400 m                | Ajna Késely                                                                    | 4'07"14  | Delfina Pignatiello                                                                                     | 4'10"40  | Marlene Kahler                                                                 | 4'12"48  |
| 800 m                | Ajna Késely                                                                    | 8'27"60  | Delfina Pignatiello                                                                                     | 8'32"42  | Marlene Kahler                                                                 | 8'36"57  |
| Dorso                |                                                                                |          | |          |                                                                                |          |
| 50 m                 | Kaylee McKeown                                                                 | 28"28    | Dar'ja Vas'kina                                                                                         | 28"38    | Lila Touili                                                                    | 28"78    |
| 100 m                | Dar'ja Vas'kina                                                                | 1'00"45  | Kaylee McKeown                                                                                          | 1'00"58  | Rhyan White                                                                    | 1'00"60  |
| 200 m                | Tatiana Salcutan                                                               | 2'10"13  | Madison Broad                                                                                           | 2'10"32  | Kaylee McKeown                                                                 | 2'10"67  |
| Rana                 |                                                                                |          | |          |                                                                                |          |
| 50 m                 | Agne Seleikaite                                                                | 31"37    | Chelsea Hodges                                                                                          | 31"42    | Tina Celik                                                                     | 31"75    |
| 100 m                | Anastasia Makarova                                                             | 1'07"88  | Niamh Coyne                                                                                             | 1'08"90  | Kotryna Teterevkova                                                            | 1'08"95  |
| 200 m                | Shiori Asaba                                                                   | 2'26"80  | Kotryna Teterevkova                                                                                     | 2'28"18  | Wang Heesong                                                                   | 2'28"83  |
| Farfalla             |                                                                                |          | |          |                                                                                |          |
| 50 m                 | Sara Junevik                                                                   | 26"40    | Anastasija Škurdaj                                                                                      | 26"62    | Polina Egorova Angelina Koehler                                                | 26"68    |
| 100 m                | Polina Egorova                                                                 | 59"22    | Angelina Koehler                                                                                        | 59"44    | Anastasija Škurdaj                                                             | 59"76    |
| 200 m                | Blanka Berecz                                                                  | 2'10"37  | Dune Coetzee                                                                                            | 2'11"71  | Michaela Ryan                                                                  | 2'13"17  |
| Misti                |                                                                                |          | |          |                                                                                |          |
| 200 m                | Anastasia Gorbenko                                                             | 2'12"88  | Anja Crevar                                                                                             | 2'13"98  | Cyrielle Duhamel                                                               | 2'14"15  |
| Staffette            |                                                                                |          | |          |                                                                                |          |
| 4x100 m stile libero | Russia Dar'ja Vas'kina Anastasia Makarova Polina Egorova Elizaveta Klevanovich | 3'45"26  | Brasile Rafaela Trevisan Raurich Ana Carolina Vieira Maria Luiza De Carvalho Pessanha Fernanda De Goeij | 3'47"20  | Giappone Miku Kojima Mayuka Yamamoto Nagisa Ikemoto Shiori Asaba               | 3'49"27  |
| 4x100 m misti        | Cina Peng Xuwei Zheng Muyan Lin Xintong Yang Junxuan                           | 4'05"18  | Australia Kaylee McKeown Chelsea Hodges Michaela Ryan Abbey Webb                                        | 4'05"46  | Russia Dar'ja Vas'kina Anastasia Makarova Polina Egorova Elizaveta Klevanovich | 4'06"07  |

### Misto
| Evento               | Oro                                                                           | Perform. | Argento                                                                                                 | Perform. | Bronzo                                                                 | Perform. |
| Staffette            |                                                                               |          | |          |                                                                        |          |
| 4x100 m stile libero | Russia Kliment Kolesnikov Andrei Minakov Polina Egorova Elizaveta Klevanovich | 3'28"50  | Brasile Lucas Martins Costa Peixoto Ana Carolina Vieira Andre Calvelo de Souza Rafaela Trevisan Raurich | 3'30"13  | Cina Shen Jiahao Hong Jinquan Lin Xintong Yang Junxuan                 | 3'30"45  |
| 4x100 m misti        | Cina Wang Guanbin Sun Jiajun Lin Xintong Yang Junxuan                         | 3'49"79  | Russia Kliment Kolesnikov Andrei Minakov Polina Egorova Anastasia Makarova                              | 3'51"46  | Giappone Miku Kojima Taku Taniguchi Shinnosuke Ishikawa Nagisa Ikemoto | 3'51"74  |